# Kalidou Koulibaly
Kalidou Koulibaly (Saint-Dié-des-Vosges, 20 de junho de 1991) é um futebolista senegalês que atua como zagueiro. Atualmente joga pelo Al-Hilal.

## Carreira
Koulibaly nasceu em Saint-Dié-des-Vosges, na França, filho de pais senegaleses. Sua carreira no futebol começou no clube local SR Saint-Dié em 1999, em 2003 assinou um contrato com o Metz, onde ficou até 2013 quando foi contratado pelo Genk, da Bélgica.

### Metz
Antes do início da temporada 2010–11, Koulibaly assinou seu primeiro contrato profissional concordando com um contrato de um ano. O zagueiro fez sua estreia profissional no dia 20 de agosto de 2010, saindo do banco de reservas na vitória de 1 a 0 contra o Vanne, em jogo válido pela Ligue 2.

### Genk
Koulibaly ingressou no Genk no dia 29 de junho de 2012, depois de assinar um contrato de quatro anos. O zagueiro estreou pela equipe no dia 23 de agosto, numa derrota de 2 a 1 para Luzern, da Suíça, em partida válida pelos play-offs da Liga Europa da UEFA. Já no dia 23 de dezembro, Koulibaly marcou seu primeiro gol pelo Genk em uma derrota em casa por 4 a 2 para o Anderlecht.

### Napoli

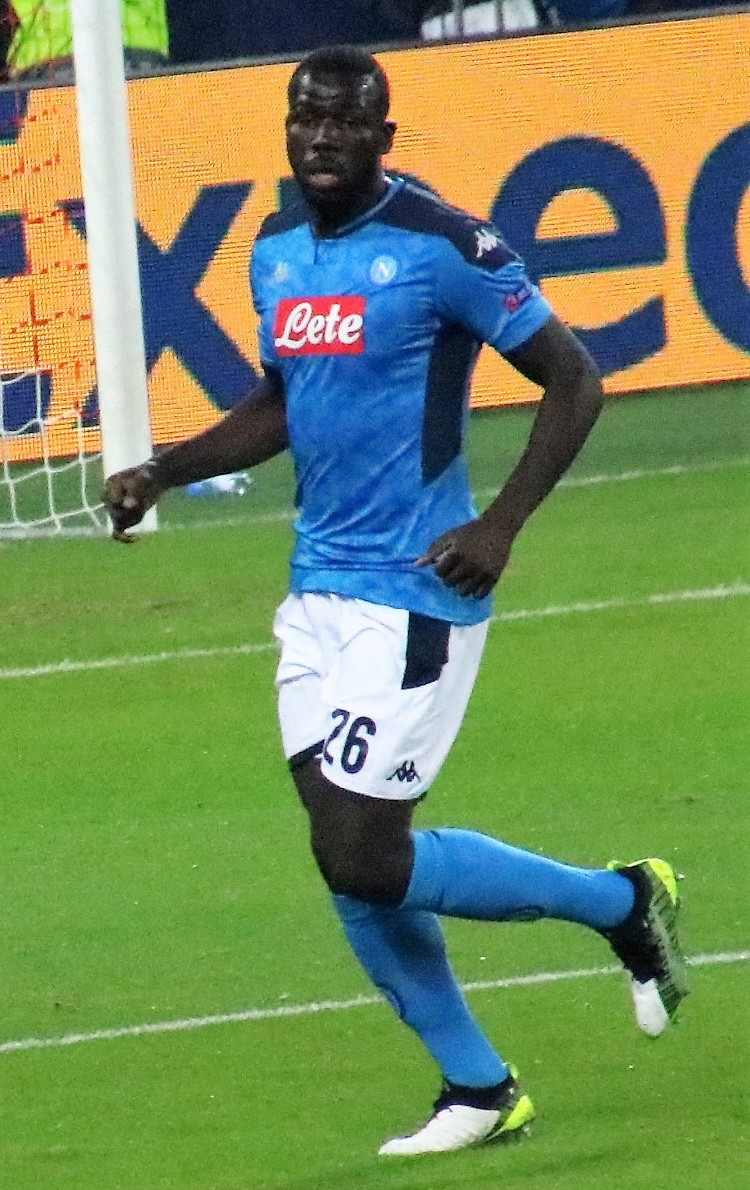
Koulibaly na UEFA Champions League 2019-20 jogando pelo Napoli

Koulibaly foi contratado pelo Napoli no dia 2 de julho de 2014, num contrato de cinco anos, por uma quantia de cerca de 6,5 milhões de libras. Estreou no dia 19 de agosto, num empate de 1 a 1 com o Athletic Bilbao válido pelas fases preliminares da Liga dos Campeões da UEFA. Koulibaly marcou seu primeiro gol pela equipe no dia 24 de setembro, num empate de 3 a 3 com o Palermo.
Após oito temporadas, titular absoluto e líder no setor defensivo Koulibaly deixou o Napoli onde disputou 317 jogos, ele é o 9º jogador com mais partidas pelo clube na história.

### Chelsea
Contratado pelo Chelsea em julho de 2022, Koulibaly estreou pelo novo clube no dia 6 de agosto, na vitória por 1 a 0 contra o Everton, fora de casa, em jogo válido pela Premier League.Koulibaly marcou seu primeiro gol pelo Chelsea em sua estreia em casa em 14 de agosto, exibindo um voleio poderoso em um empate em casa por 2-2 contra o Tottenham.
Após uma temporada com a camisa dos Blues, Koulibaly deixou Stamford Bridge, onde registrou 32 partidas, com dois gols marcados e uma assistência.

### Al-Hilal
Na tarde de 25 de junho de 2023, o Al-Hilal anunciou a contratação de Kalidou Koulibaly, o clube árabe pagou 23 milhões de euros (aproximadamente R$ 120 milhões) aos Blues, um contrato válido por três temporadas. A expectativa é de que seu novo salário seja na casa de 25 milhões de euros (cerca de R$ 130 milhões) por ano.

## Seleção Nacional
Koulibaly nasceu e foi criado na França por pais senegaleses e, portanto, era elegível para as duas nações. Ele jogou pela equipe Sub-20 da França a partir de 2011. No entanto, no início de setembro de 2015, apesar do interesse do treinador francês Didier Deschamps, Koulibaly mudou de federação e passou a defender a Seleção Senegalesa. Ele estreou por Senegal no dia 5 de setembro, numa vitória por 2 a 0 contra a Namíbia. Dois anos depois foi convocado para a Copa das Nações Africanas de 2017.
Em maio de 2018, o zagueiro foi convocado para a Copa do Mundo FIFA realizada na Rússia.
Quatro anos depois, já como capitão da equipe, Koulibaly fez parte da conquista do Campeonato Africano das Nações de 2021 (adiado para 2022 devido à pandemia de COVID-19). Na final, Senegal empatou por 0 a 0 com o Egito, mas venceu na disputa por pênaltis.

## Títulos
Genk
- Copa da Bélgicaː 2012–13

Napoli
- Supercopa da Itália: 2014
- Copa da Itália: 2019–20

Al-Hilal
- Supercopa da Arábia Saudita: 2023, 2024
- Campeonato Saudita: 2023–24
- Copa do Rei: 2023–24

Seleção Senegalesa
- Campeonato Africano das Nações: 2021

### Prêmios individuais
- Equipe do Ano da Serie A: 2015–16, 2016–17, 2017–18 e 2018–19
- Equipe do Ano da Confederação Africana de Futebol: 2016, 2018 e 2019
- Jogador Senegalês do Ano: 2017 e 2018
- Melhor Defensor da Serie A: 2018–19[13]
- Seleção do Campeonato Africano das Nações: 2019
- Equipe do Ano da Confederação Africana de Futebol da IFFHS: 2020
- Equipe da Década de 2010 da Confederação Africana de Futebol da IFFHS: 2021[14]
- Jogador de Setembro da Serie A: 2021
- IFFHS MEN’S ALL TIME SENEGAL DREAM TEAM[15]